# 嘉定宫保桥耶稣圣心堂

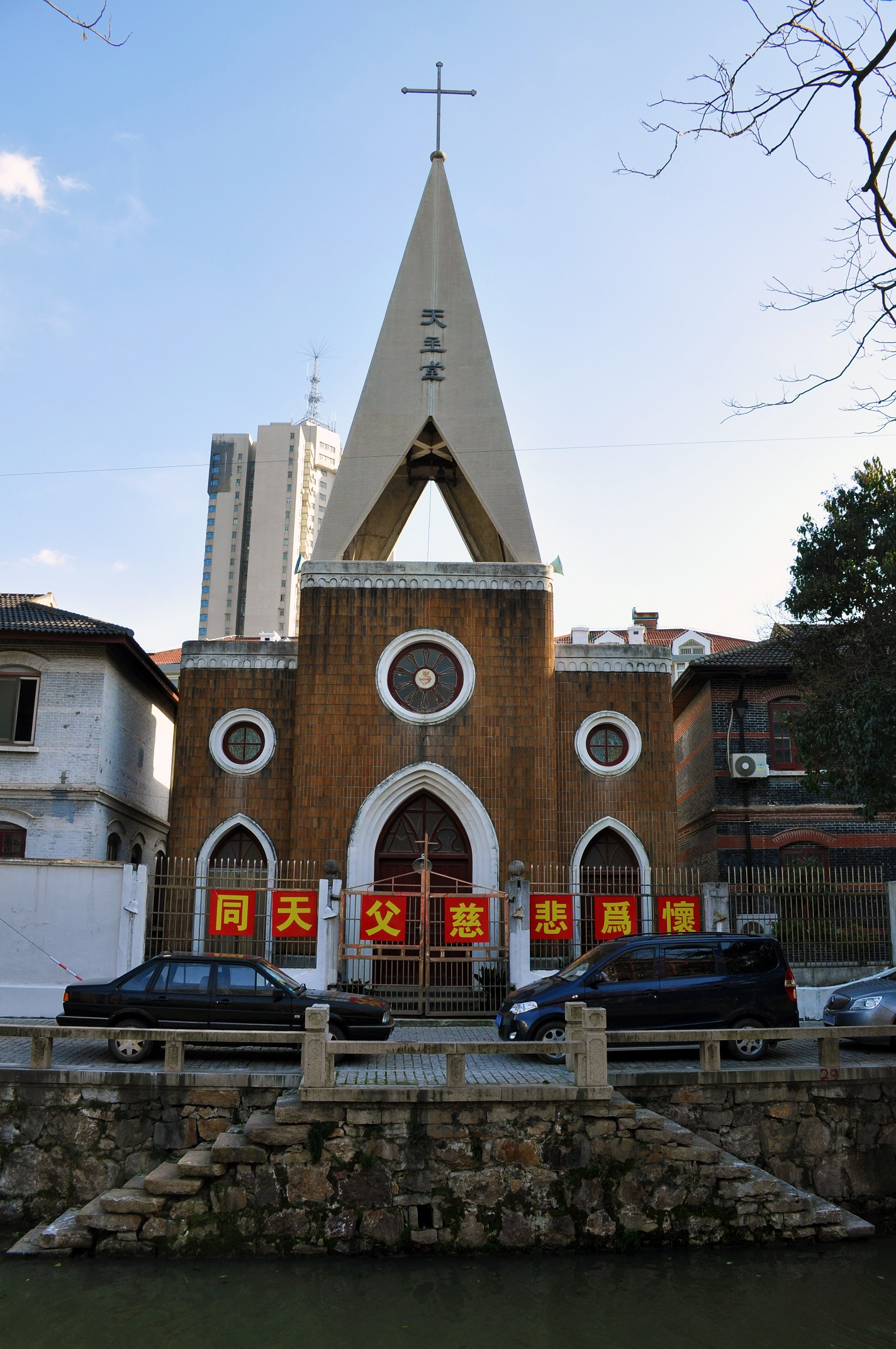

嘉定宫保桥耶稣圣心堂是天主教上海教区嘉青松总铎区的一座天主教教堂，奉耶稣圣心为主保，位于上海市嘉定区嘉定镇街道中心的中下塘街99号（小囡桥西南堍），面临练祁河，坐南朝北。
嘉定宫保桥耶稣圣心堂始建于1864年。1932年重建，为中西合璧式风格。1966年文化大革命中，教堂遭破坏，并被嘉定县政府占用，改为食堂。1984年收回教堂，经修复后恢复开放。1991年扩建，增建钟楼。该堂的教友有三千余名，多为老年渔民。参加主日弥撒的教友二百余人，圣诞节有八百余人。现任本堂神父是来自山西的田海军神父。
2003年11月17日，圣心堂公布为嘉定区登记不可移动文物。